# Staatliche Pädagogische Universität Omsk

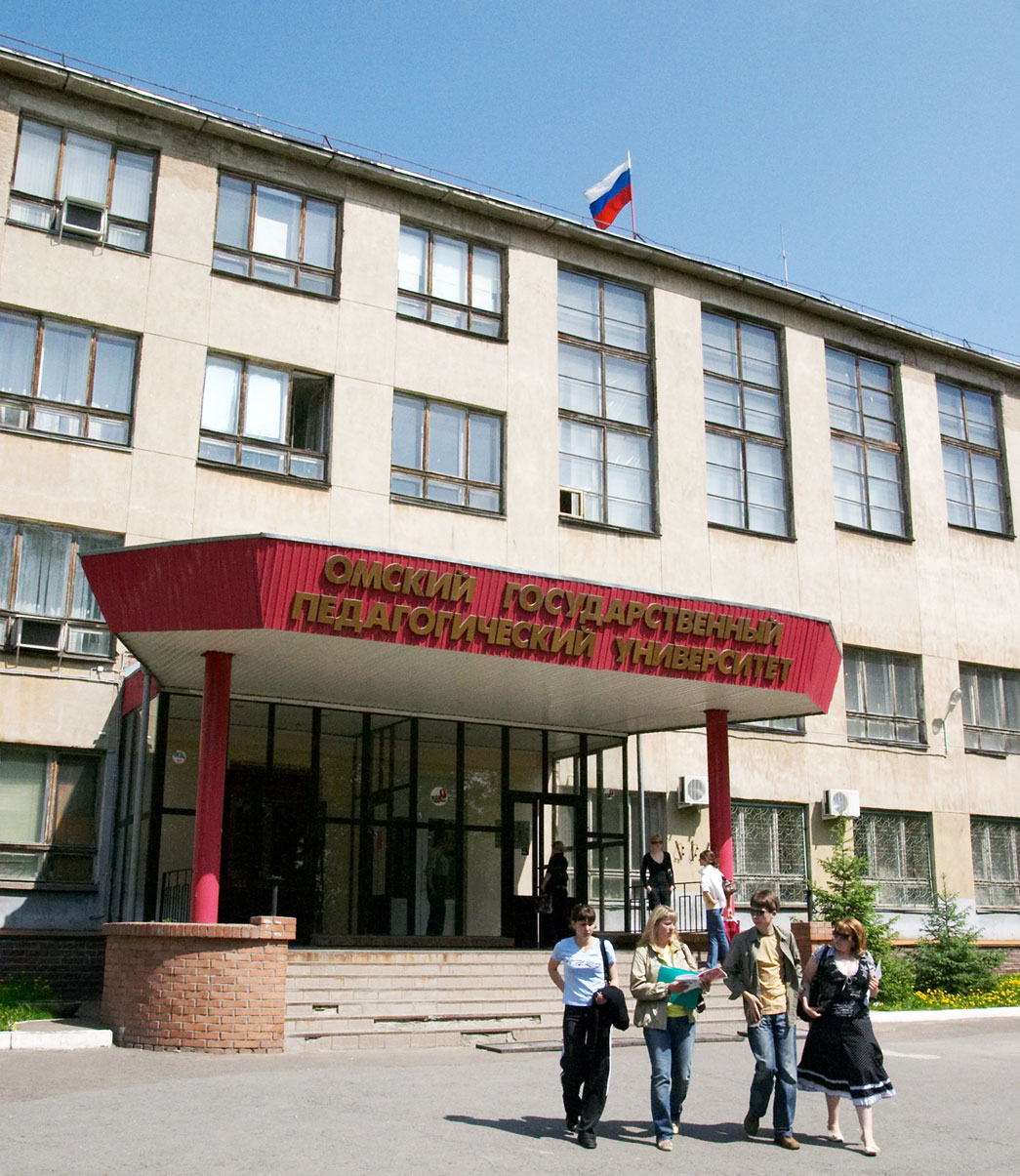
Hauptgebäude

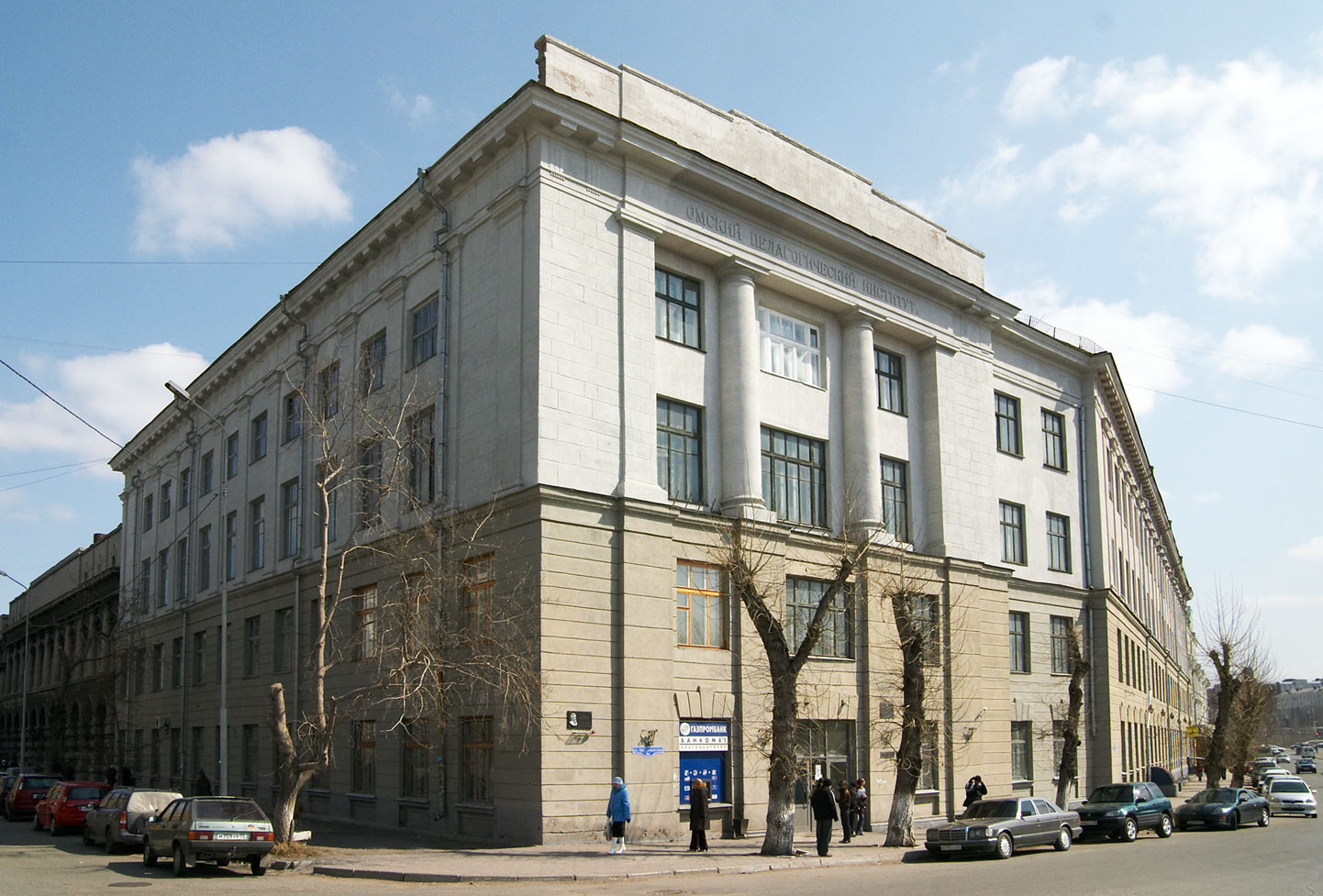
Zweiter Campus

Die Staatliche Pädagogische Universität Omsk (auch Omsker Staatliche Pädagogische Universität, russisch Омский государственный педагогический университет Omski gossudarstwenny pedagogitscheski uniwersitet, englisch Omsk State Pedagogical University, kurz ОмГПУ oder OmSPU) ist eine 1932 gegründete staatliche pädagogische Universität in Omsk, Russland. 

## Geschichte der Universität
Das Pädagogische Institut Omsk wurde 1932 gegründet. Damals gab es nur drei Fakultäten: die Fakultät für Philologie, die Fakultät für Physik und Mathematik sowie die Fakultät für Biologie und Chemie. 1932 wurden die ersten 120 Studenten aufgenommen, von denen später 79 als junge Lehrer entlassen wurden.
Vor dem Krieg wurden noch zwei Fakultäten eröffnet, nämlich für Geschichte und für Geographie. Nach dem Krieg gründete man noch drei weitere Fakultäten, und zwar die Fakultät für Fremdsprachen, eine Fakultät für Unterstufenlehre und eine für berufliche Weiterbildung für Lehrer.
Dem Institut wurde 1936 der Name A.M.Gorki verliehen. Seit 1993 ist es eine Universität.
Es gibt 16 Fakultäten und 64 Lehrstühle. Außerdem stehen zur Verfügung:
- fünf Gebäude der Universität
- drei Studentenwohnheime
- ein Verlag
- ein Heilungszentrum
- ein Sanatorium für prophylaktische Betreuung
- eine Feldstation
- ein agrobiologisches Zentrum
- Sportverein usw.

Im Norden und im Süden der Oblast Omsk arbeiten zwei Filialen der Universität: in Tara und in Nowowarschawka.
Die 1932 gegründete Universitätsbibliothek enthält mehr als 700.000 Bücher, die ältesten davon sind im 17. Jahrhundert erschienen.

## Lehrkräfte und Studienangebot
An der Universität arbeiten etwa 800 Dozenten, darunter sind mehr als 90 habilitierte Doktoren und Professoren und über 400 nicht habilitierte Doktoren und Dozenten. Die Fakultäten und Lehrstühle der Universität bilden Spezialisten in 45 Fachrichtungen, darunter sind 17 keine pädagogischen.
Von den 13.000 Studenten absolvieren jährlich ca. 1.500. Die wissenschaftliche und Forschungsbasis der Universität ermöglicht die Ausbildung von qualifizierten Fachleuten in modernen und perspektivischen Fachrichtungen: Spezialist, Bachelor und Master. Es gelten auch alle Bedingungen für Wissenschaftsarbeiten: Aspirantur, Doktorat und Räte für Wissenschaft und Forschung.